# Universidad de Cape Coast
La Universidad de Cape Coast es una universidad pública de Ghana.
- Datos: Q746079
- Multimedia: University of Cape Coast / Q746079